# Mircea Geoană
Mircea Dan Geoană (n. 14 iulie 1958, București, România) este un politician român, fost secretar general adjunct al NATO,  fost președinte al Partidului Social Românesc, formațiune pe care a fondat-o în aprilie 2015 și candidat independent la alegerile prezidențiale din 2024. De asemenea, Mircea Geoană este președintele Institutului Aspen România, o asociație non-profit, apolitică. Institutul are ca misiune promovarea unui dialog informat și critic pe diverse teme de interes pentru societatea românească. Mircea Geoană a fost președintele Partidului Social Democrat din aprilie 2005 până în februarie 2010, președinte al Senatului României din decembrie 2008 până în noiembrie 2011, senator, fost Ambasador al României în SUA și Ministru de Externe în Guvernul Năstase.

## Primii ani
Mircea Geoană s-a născut în București, pe 14 iulie 1958. Tatăl său, Ioan Geoană, a fost general în armata României și șef al Comandamentului Apărării Civile Mama sa, Elena Iuliana Geoană, a fost inginer la ITB. Mircea Geoană a crescut în cartierele Cișmigiu și Domenii din București.

## Studii
A absolvit Liceul Sf. Sava din București în 1977, unde a urmat profilul real. Apoi a urmat cursurile Facultății de Mecanică din cadrul Institutului Politehnic București precum și ale Facultății de Drept din București.
A urmat cursurile "Ecole Nationale d’Administration de Paris" în 1992 precum și cursul despre Instituții Democratice al NATO. Este de asemenea doctor în economia mondială la Academia de Studii Economice din București. În perioada în care a fost ambasador al României la Washington, a urmat Programul de dezvoltare managerială al Grupului Băncii Mondiale, în cadrul Harvard Business School.

## Activitatea în societatea civilă
Mircea Geoană este Președinte al Institutului Aspen România, „o organizație apolitică care are ca scop promovarea dialogului între elitele politice, intelectuale și de afaceri”, este membru în Consiliul de Conducere al Institutelor Aspen Italia și SUA, este membru fondator al Clubului Harvard România-Moldova, înființat în 2004 și parte a Consorțiului Român pentru Educația Copiilor și Tinerilor Supradotați și Talentați.
Este, de asemenea și membru fondator al Asociației Foștilor Studenți Români la "Ecole Nationale d’Administration" și Președinte de onoare al Asociației George Marshall România. Are un rol activ în Black Sea Trust Fund și este membru al Global Progressive Forum.

## Activitatea publicistică
În 2006, Mircea Geoană și-a lansat primul volum „Drumul spre Europa și Lumea transatlantică” a cărții „Politica externă a României la începutul secolului XXI”. În 2006 a mai publicat lucrarea „America, Europa și Modernizarea României - Fundamente pentru un proiect românesc de societate”, în 2008 a publicat cartea „Modelul Social Românesc - Calea către o altă Românie”, iar pe 13 noiembrie 2009 a publicat volumul „Încredere”. În noiembrie 2023 a lansat cea mai recentă carte a sa, „Bătălia pentru viitorul României”.

## Activitatea diplomatică
În 1990, pentru că știa și limba franceză, Mircea Geoană a devenit referent în Ministerul de Externe, repartizat pe relația cu Franța. A fost remarcat rapid de ministrul Adrian Năstase, care a vrut să-l avanseze în funcția de șef al protocolului din minister, dar, pentru că a refuzat funcția, în 1991 l-a numit directorul Direcției Afaceri Europene (N.A.T.O., Uniunea Europeană, O.S.C.E., U.E.O., Consiliul Europei).
În 1991 a condus delegația română cu ocazia Comitetului Înalților Funcționari ai C.S.C.E. Proaspătul director a plecat la perfecționare în Franța, la prestigioasa școală de administrație franceză „L’Ecole Nationale d’Administration de Paris”, pe care a absolvit-o un an mai târziu. A fost numit, în 1993, după absolvirea Dreptului, purtător de cuvânt al MAE, funcție pe care a deținut-o până în 1995. Între timp, a mai preluat și funcția de director general al Direcției Generale Asia, America Latină, Orientul Mijlociu și Africa (1994), respectiv al Direcției Generale Europa, America de Nord, Asia, America Latină, Orientul Mijlociu și Africa (1995) din cadrul MAE.
În 1996, Mircea Geoană este numit ambasadorul României în Statele Unite, devenind astfel, la 37 de ani, cel mai tânăr ambasador din corpul diplomatic român.
În martie 2000 i-a fost acordat rangul diplomatic de ambasador, iar între 2000-2004 a ocupat funcția de ministru de externe în Guvernul Adrian Năstase, fiind considerat unul dintre cei mai buni miniștri ai acestui Guvern.

## Activitate parlamentară
În cadrul activității sale parlamentare, Mircea Geoană a fost membru în următoarele grupuri parlamentare de prietenie:
- în legislatura 2004-2008: Regatul Unit al Marii Britanii și Irlandei de Nord, Federația Rusă și Regatul Hașemit al Iordaniei;
- în legislatura 2012-2016: Republica Islamică Pakistan, Republica Coreea și Regatul Belgiei.

În legislatura 2004-2008, Mircea Geoană a înregistrat 56 de luări cuvânt și a inițiat 16 propuneri legislative din care 2 au fost promulgate legi.  
În legislatura 2012-2016, Mircea Geoană a înregistrat 686 de luări cuvânt și a inițiat 33 propuneri legislative din care 4 au fost promulgate legi.

## Activitatea politică
Ion Diaconescu, fostul lider țărănist, a declarat că Geoană a încercat de mai multe ori să se înscrie în PNȚCD, dar acesta l-a refuzat, deoarece tatăl lui Geoană fusese general de Securitate.
În 2001 devine membru al Partidului Social Democrat.
După pierderea alegerilor pentru Primăria Capitalei în 2004, a fost nominalizat candidat al PSD pentru funcția de premier, în tandem cu Adrian Năstase. După pierderea alegerilor prezidențiale de către Adrian Năstase a devenit candidat la conducerea partidului, pe care a și câștigat-o în martie 2005, într-o confruntare cu aripa conservatoare a lui Ion Iliescu. În cursa pentru președinția PSD, Mircea Geoană a întrunit 964 de voturi pentru și 541 de voturi împotrivă, iar contra-candidatul său, Ion Iliescu, a obținut 530 de voturi pentru și 975 împotrivă. A fost președintele Senatului și a fost membru al CSAT (Consiliul Suprem de Apărare al Țării) până în iunie 2009, când a demisionat din această funcție.
A fost înlocuit în funcția de președinte al partidului în februarie 2010, de Victor Ponta.
La 14 decembrie 2010, Geoană a fost sancționat de conducerea PSD cu suspendare de șase luni pentru afirmații considerate dăunătoare partidului
La data de 2 noiembrie 2011, grupul PSD de la Senat a cerut revocarea lui Geoană din funcția de președintele Senatului.
La data de 13 noiembrie 2011, Comisia de Integritate a PSD a decis să propună excluderea lui Mircea Geoană din partid.
Conflictul lui Geoană cu partidul a fost cauzat de declarațiile critice ale acestuia în cadrul Consiliul Național al PSD din octombrie 2011, de declarația că ar putea candida la președinție și vizita Statele Unite ale Americii la sfârșitul lui octombrie, vizită în care ar fi pozat în lider al opoziției.
La data de 22 noiembrie 2011, Mircea Geoană a fost exclus din PSD.
Pe 16 martie 2012, Mircea Geoană a lansat o platformă apolitică, numită „România noastră”, cu scopul declarat de „a aduna energiile pozitive din societate pentru o Românie dezvoltată”.
Din data de 3 aprilie 2012, mișcarea „România noastră” are și un „braț” politic.
Acesta se numește PRODEMO și este înființat și condus de Marius Lazăr, fost membru PSD, exclus pentru că l-a criticat pe Victor Ponta.
În octombrie 2012, Mircea Geoană a revenit în PSD, iar la alegerile parlamentare din 2012 candidează pentru un nou mandat de senator, pe listele USL.
În aprilie 2015, Mircea Geoană a lansat Partidul Social Românesc, care crede într-o nouă regulă a jocului în politică, economie și societate. PSRO propune Noul Proiect de Țară, venind în întâmpinarea celor care împărtășesc alt crez ideologic.
Din 17 iulie 2019 a fost numit adjunct al secretarului general al NATO de către Jens Stoltenberg. A demisionat din această funcție la 3 septembrie 2024.

## Prima candidatură la președinția României
În 2009, Mircea Geoană a participat la alegerile prezidențiale, ajungând în turul 2 de scrutin în care a fost învins de Traian Băsescu.

### Parteneriatul pentru Timișoara
La 1 decembrie 2009, Mircea Geoană, candidatul PSD la președinție, împreună cu liderul PNL, Crin Antonescu, cu Klaus Johannis, primarul Sibiului și cu cel al Timișoarei, Gheorghe Ciuhandu, au semnat „Parteneriatul pentru Timișoara”, un acord prin care edilul Timișoarei îl sprijină pe candidatul PSD la președinție. Mircea Geoană a considerat acest pact un „moment de reconciliere istorică”, dar la momentul anunțării acestui acord în Piața Operei s-au strâns câteva mii de timișoreni, membrii ai PSD, dar și ai PDL și revoluționari, cei din urmă l-au huiduit pe Geoană și nu l-au lăsat să-și țină discursul în Piața Operei. În zonă a fost desfășurate forțe de ordine pentru a menține distanța între cele două tabere. Alte manifestații de susținere a celei de la Timișoara au avut loc și în alte orașe din țară, inclusiv în Piața Universității din București.
PSD, PNL, unii membri ai PNȚCD și câteva ziare și televiziuni au acuzat Partidul Democrat Liberal de organizarea mitingurilor, la Cluj au participat membri ai organizației de tineret a PDL, iar martorii au spus că la mitingul anticomunist au participat doar studenți arondați politic și câteva persoane din piață care s-au alăturat benevol manifestației, iar bucureștenii erau invitați, prin SMS-uri, să se adune la rândul lor în Piața Universității.
Disidenta Doina Cornea a declarat că mitingurile din Timișoara și celelalte orașe sunt „un gest disperat al președintelui, care simte că a pierdut terenul”, precizând că ceea ce s-a văzut la televizor i-a adus aminte de mineriade.

### Dezbaterea finală
La 3 decembrie 2009, candidații la al doilea tur de scrutin, Traian Băsescu și Mircea Geoană, s-au întâlnit într-o dezbatere televizată care a marcat confruntarea finală a campaniei electorale. Evenimentul a fost organizat la Palatul Parlamentului, sub egida Institutului de Politici Publice.
Dezbaterea a debutat cu prezentarea unor argumente prin care Băsescu și Geoană au încercat, pe rând, să explice de ce românii ar trebui să îi voteze pentru funcția supremă în stat. Candidatul Alianței PSD+PC a declarat că a venit cu un proiect pentru dezvoltarea țării și că a demonstrat că poate să-i unească pe români și să păstreze 'un ton constructiv și o abordare pozitivă". A adus în discuție trei piloni pe care îi susține: redefinirea modului în care funcționează România, agricultura și crearea de locuri de muncă. Geoană a ținut să precizeze că alianța sa cu liberalii, parafată la Timișoara, este una sinceră și nu bazată pe interese politice. El și-a manifestat speranța ca Traian Băsescu să nu apeleze în cadrul dezbaterii la mijloace și atacuri personale, „la modul în care a conceput campania electorală, care s-a bazat pe minciună, atacuri personale și la familie”.
La rândul său, Traian Băsescu a declarat că președinția este un privilegiu și o „uriașă obligație” care l-a marcat zi de zi în cei cinci ani de mandat. Discursul său s-a axat pe susținerea accelerată a reformei, în care „vocea românilor să fie auzită”. Șeful statului a propus ”o guvernare a politicienilor pentru politicieni”. Băsescu a vorbit în discursul său de debut despre rivalii sociali-democrați, cărora le-a adus acuzații că nu înțeleg prioritățile țării și își însușesc privilegii politice. Candidatul susținut de democrat-liberali a amintit de posibilitatea revenirii la guvernare a fostelor puteri comuniste și a lui Ion Iliescu. Traian Băsescu le-a promis românilor că va trece de urgență rezultatul referendumului din 22 noiembrie privind reducerea numărului de parlamentari și crearea unui parlament unicameral.
Abordările celor doi au fost presărate deseori, pe parcursul celor trei ore de dezbateri, cu atacuri și acuze reciproce pe care candidații prezidențiali și le-au lansat sistematic. Președintele a apreciat că structura de susținere a lui Mircea Geoană în această campanie a fost legată de televiziunile lui Sorin Ovidiu Vântu, Dan Voiculescu și intervențiile publice ale lui Dinu Patriciu.
Cei doi candidați la prezidențiale au jurat cu mâna pe o Biblie pusă la dispoziție de moderatorul Robert Turcescu. În timp de Mircea Geoană a jurat ca nu a promis avantaje lui Patriciu, Vântu și Voiculescu, Traian Băsescu a jurat că „nu a lovit un copil nici în plex, nici cu pumnul în față”.

### Rezultatul alegerilor

#### PSD a contestat rezultatul din al doilea tur
La 8 decembrie 2009, Partidul Social Democrat a depus o cerere de anulare și repetare a turului II al alegerilor prezidențiale la Curtea Constituțională, declarând că alegerile au fost fraudate masiv. La 11 decembrie, PSD a depus la Curtea de Apel București o cerere prin care solicită suspendarea procesului verbal întocmit de Biroul Electoral Central (BEC) privind rezultatele finale ale alegerilor prezidențiale. Instanța a stabilit ca această cerere a PSD să fie judecată pe 5 ianuarie 2010. Într-un alt dosar, PSD a depus la 10 decembrie, la Secția de contencios-administrativ a Curții de Apel București, o cerere de prezervare de probe. Social-democrații solicită păstrarea probelor către Ministerul Administrației și Internelor, Autoritatea Electorală Permanentă, Ministerul Afacerilor Externe, Biroul Electoral Central și Serviciul de Telecomunicații Speciale. Potrivit legii, o astfel de cerere constituie o asigurare de dovezi pentru un eventual proces. Curtea Constituțională a României (CCR) a decis, la 11 decembrie 2009, reexaminarea buletinelor de vot nule de la alegerile prezidențiale și renumărarea acestora de către Biroul Electoral Central pentru a se stabili dacă există diferențe între datele consemnate în procesul-verbal și realitatea constatată. În ziua de 8 decembrie 2009, PSD a depus la Curtea Constituțională contestația de anulare a turului doi al alegerilor prezidențiale din 6 decembrie. La 23 decembrie, CCR a susținut în motivarea deciziei prin care a respins cererea PSD de anulare a alegerilor prezidențiale că fenomenele arătate cu privire la cele două tururi ale alegerilor prezidențiale din 2009 sunt generate, în principal, de deficiențele legislației electorale de natură să producă insecuritate juridică. Curtea a constatat că la aceste alegeri au fost semnalate un număr mai mare de incidente, precum și o exprimare mai accentuată decât cu alte prilejuri a unei lipse de încredere a cetățenilor în corectitudinea procesului electoral..

## Controverse

### Conducerea Senatului
În data de 23 noiembrie 2011 Victor Ponta a cerut întrunirea de urgență a conducerii Senatului pentru a lua în discuție revocarea lui Mircea Geoană. Decizia președintelui PSD a venit la nici 24 de ore după ce Mircea Geoană a fost exclus din partid, prin vot, la ședința Comitetului Executiv Național al partidului. După CExN, Victor Ponta a declarat că i-a propus lui Geoană să delege atribuțiile de președinte al Senatului către unul dintre vicepreședinții PSD. Conform declarațiilor lui Victor Ponta, dacă Geoană ar fi acceptat, el nu ar mai fi supus la vot propunerea de excludere din partid.
PSD a anunțat, prin intermediul unui comunicat de presă, că va continua să încerce să îl dea afară pe Mircea Geoană de la conducerea Senatului, dar nu va da curs niciunei încercări de revocare, proces care ar duce la pierderea funcției de către PSD. În cele din urmă Mircea Geoană a fost înlocuit de Vasile Blaga

### Vila RA-APPS
Una din celebrele controverse în care Mircea Geoană a fost implicat este legată de vila RA-APPS în care acesta a locuit timp de aproape 10 ani împreună cu familia sa. 
Vila locuită de familia Geoană a fost scoasă la vânzare după ce, Comitetul Executiv Național al PSD a votat excluderea din partid a lui Mircea Geoană, Marian Vanghelie și Dan Șova, iar Geoană a renunțat la funcția de Înalt reprezentant al prim-ministrului, care îi dădea dreptul la o locuință RA-APPS. Mircea Geoană redevenea titularul chitanțelor de chirie în aprilie 2010 după ce datoriile fuseseră preluate de Senat. Chiria de 3.200 de euro s-a oficializat din nou însă abia la finalul anului 2011, după demiterea președintelui Senatului pe 23 noiembrie.
Geoană declara, în 2008 că a contractat un credit ipotecar de la o bancă în vederea finanțării unui contract cu o firmă de construcții pentru achiziționarea unui apartament într-un bloc. El mai spunea, în același interviu, că, deși în contractul cu firma constructoare se prevedea că termen darea în folosință luna august 2008, construcția a fost decalată din motive independente de constructor, legate de obținerea unor avize. Firma cu care Mircea Geoană a încheiat un antecontract de vânzare-cumpărare a unui apartament din Băneasa a intrat în procedura de faliment în 22 ianuarie 2010.
Mircea Geoană a anunțat cu mai multe ocazii că se mută din vila RA-APPS să scape de chirie, dar la începutul anului 2015 a părăsit locuința.

### Vizita la Moscova din Aprilie 2009
Mircea Geoană a efectuat o vizită privată la Moscova pe data de 27 Aprilie 2009, unde s-a vehiculat că s-a întâlnit cu unul dintre consilierii lui Dimitri Medvedev, Președintele Federației Ruse la acel timp. Această vizită a devenit publică pe 10 Noiembrie 2009, în toiul alegerilor prezidențiale din acel an. Informația referitoare la vizită a fost confirmată de către Cristian Diaconescu, care ocupa funcția de Ministru de Externe al României la data vizitei. Deși inițial echipa de campanie a lui Mircea Geoană a negat faptul că vizita a luat loc, Mircea Geoană a confirmat informația în cele din urmă, prin vocea consilierului său, Cozmin Gușă.
Această vizită a devenit un subiect important al campaniei electorale din acel an. Mircea Geoană a fost criticat de către Traian Băsescu și Crin Antonescu pentru faptul că vizita a fost una privată și secretă, deși Mircea Geoană avea funcția de Președinte al Senatului și făcea parte din Consiliul Suprem de Apărare al Țării la acea dată. Un alt aspect controversat al vizitei este că aceasta se pare a fi fost intermediată de către Boris Golovin, un om de afaceri cu interese în domeniul energetic care se prezintă ca un fost ofițer al serviciilor secrete militare din Uniunea Sovietică.

## Mircea Geoană pune bazele unui nou partid
În aprilie 2015, alături de Marian Vanghelie, Mircea Geoană a lansat Partidul Social Românesc, care crede într-o nouă regulă a jocului în politică, economie și societate. PSRO propune Noul Proiect de Țară, venind în întâmpinarea celor care împărtășesc alt crez ideologic.
Potrivit programului de guvernare, PSRO militează pentru “O Bună Societate”, ca bază a unui nou model de țară, în care inițiativa privată și efortul comunității se potențează reciproc. Acest partid propune o regândire profundă a implicării statului în problemele cu aspect social și de politică economică, punând accent pe cetățenia activă și pe reclădirea din temelii a sistemului de asistență socială, în sensul dirijării resurselor de protecție socială doar către cei cu adevărat vulnerabili. 
Partidul condus de Mircea Geoană promite că va declanșa un război împotriva sărăciei, marginalizării și excluziunii sociale cu scopul declarat de a crea o noua voce și o nouă politică economică a clasei de mijloc.
De asemenea, acesta susține că va milita pentru egalitate reală între bărbați și femei. Principiile egalității de șanse și egalității de gen sunt principii transversale ale acestui program politic. Statele europene care încurajează egalitatea de șanse între femei și bărbați sunt state prospere. România nu va putea ajunge la nivelul de bunăstare sperat fără o îmbunătățire a situației femeilor.

## A doua candidatură la președinția României
Pe 11 septembrie 2024, Geoană și-a anunțat candidatura la prezidențiale, fiind susținut de Fundația România Renaște, condusă de Dumitru Borțun, profesor universitar, fost consilier prezidențial și fost candidat la primăria Bucureștiului din partea PSRo.

### Poziții politice
Într-un interviu din septembrie 2024, Geoană s-a descris ca fiind un centrist radical și social-liberal. El a declarat că este progresist pe unele teme și conservator pe alte teme. Geoană a declarat că nu va susține recunoașterea căsătoriilor între persoanele de același sex în România, argumentând că societatea românească nu este pregătită.

## Viața personală

### Familia
Mircea Geoană este căsătorit cu Mihaela Geoană (fostă Costea), de profesie arhitect, cu care are o fiică (Ana Maria) și un băiat (Alexandru).
Fratele Mihaelei Geoană, Ionuț Costea, a fost președintele Eximbank.
Mihaela Geoană este Președinte a „Societății Naționale de Cruce Roșie din România” din aprilie 2007, a Fundației „Renașterea pentru Educație, Sănătate și Cultură”, precum și a ONG-ului „Millenium for Human Rights”.

### Pasiuni
Mircea Geoană a ocupat, pentru doi-trei ani, un loc printre arbitrii fotbalului autohton la Bragadiru și Voluntari. „Am luat-o de jos, de la Divizia Onoare” - spunea într-un interviu. „Numai eu știu câte înjurături am auzit, dar și câtă condiție fizică am făcut. Nu vă puteți imagina câtă pasiune poate să fie la un meci de Divizia Onoare, la Bragadiru sau Voluntari. Am făcut-o cu pasiune”. Mircea Geoană este susținător al echipei de fotbal Rapid București. 

## Distincții
Ca o recunoaștere a meritelor sale profesionale, Mircea Geoană a primit următoarele distincții: 
- Ordinul Național „Steaua României” în grad de Comandor (1 decembrie 2000[51]) pentru servicii deosebite aduse în politica externă a României
- Legiunea de Onoare - Franța (octombrie 2002)